# Crossover (canção)
"Crossover" é um single da dupla EPMD lançado em 1992 do álbum Business Never Personal. A letra da canção critica rappers que tocam R&B e Pop para vender mais discos. Ironicamente, o single se tornou o maior sucesso de EPMD nas paradas já que chegou a posição #42 no gráfico de posições da Hot 100. A canção também foi certificada como disco de ouro pela RIAA, se tornando o único single do grupo a consiguir tal feito. A canção usa um sample de "Don't Worry If There's a Hell Below (We're All Gonna Go)" de Curtis Mayfield e "You Should Be Mine" de Roger Troutman. Um video clipe, colorido em azul foi lançado, onde apresenta Erick Sermon e Parrish Smith fazendo rap em torno de um edifício em construção com pessoas em volta fazendo break-dancing.

## Lista de faixas
1. Crossover – 3:50
2. Crossover (Instrumental) – 3:49
3. Crossover (Trunk Mix) – 4:15
4. Crossover (Trunk Mix Instrumental) – 4:15
5. Brothers From Brentwood L.I. – 3:30

## Posições
| Gráfico (1993)           | Melhor posição |
| ------------------------ | -------------- |
| E.U.A. Billboard Hot 100 | 42             |
| Hot R&B/Hip-Hop Songs    | 14             |
| Hot Rap Singles          | 1              |
| Hot Dance Singles        | 12             |